# 요제프 비찬
요제프 비찬(Josef Bican)은 선수 시절 공격수로 활약한 오스트리아계 체코인 프로 축구 선수였다.
축구스포츠기록통계재단(RSSSF)에 따르면 개인 통산 805골을 기록하여 이 부분 전세계 2위 기록을 가지고 있다.

## 국가대표팀 경력
오스트리아 축구 국가대표팀과 체코슬로바키아 축구 국가대표팀에서 활약하였다.